# Coalición de la Izquierda Radical
La Coalición de la Izquierda Radical (en griego: Συνασπισμός Ριζοσπαστικής Αριστεράς, Synaspismós Rizospastikís Aristerás, AFI: [sinaspis'mos ɾizospasti'cis aɾiste'ras]), comúnmente conocida por su acrónimo Syriza (en griego, ΣΥ.ΡΙΖ.Α, Sýriza, AFI: [ˈsiɾiza]), es un partido político griego de izquierda. Inicialmente fue fundado como una coalición de varios grupos (trece en total) y políticos independientes de una amplia gama de tendencias dentro de la izquierda entre las que se encontraban los partidarios del socialismo democrático, ecologistas de izquierda, marxistas-leninistas, maoístas, trotskistas y eurocomunistas, mantiene una postura proeuropea. Su líder parlamentario es Alexis Tsipras. Desde el colapso de PASOK, ha asumido su lugar en la centroizquierda del espectro político, recurriendo al pragmatismo.
Con 71 escaños, SYRIZA fue el principal partido de la oposición en Grecia entre 2012 y 2014. En las elecciones europeas de 2014 fue el partido más votado del país. Tras el adelanto electoral en Grecia, SYRIZA fue el partido más votado en las elecciones parlamentarias de enero de 2015, quedando a dos escaños de la mayoría absoluta. Tsipras, su líder, fue de enero a agosto de 2015 el primer ministro heleno, y nuevamente desde el 21 de septiembre, tras la victoria de SYRIZA en las elecciones parlamentarias de Grecia de septiembre de 2015.
En agosto de 2015, el partido sufrió una escisión del ala izquierdista que creó la plataforma Unidad Popular a la que se sumaron 25 diputados de Syriza.
La formación fue derrotada en las elecciones parlamentarias de 2019, pasando a liderar la oposición.

## Formación
A pesar de que SYRIZA se lanzó formalmente para la elección legislativa de 2004, las raíces del proceso que condujo a su creación se remonta al Espacio para el Diálogo para la Unidad y la Acción Común de la Izquierda (en griego, Χώρος Διαλόγου για την Ενότητα και Κοινή Δράση της Αριστεράς, AFI: ['xoɾos ðʝa'logu ʝia tin e'notita cɛ ci'ɲi 'ðɾasi tis aɾiste'ɾas]) en 2001. El "espacio" se componía de diversas organizaciones de la izquierda griega que, a pesar de diferentes orígenes ideológicos e históricos, habían compartido la acción política común en varias cuestiones importantes que habían surgido en Grecia a finales de la década de 1990, como la guerra de Kosovo, las privatizaciones, los derechos sociales, etc. 
Los diputados de Syriza donan parte de sus dietas a la organización griega Solidarity4all, que financia comedores sociales y farmacias, clínicas para los pobres, programas de apoyo legal, etc.

## Presidentes del partido
| Nombre                | Foto | Inicio                   | Fin                      | Otros cargos |
| --------------------- | ---- | ------------------------ | ------------------------ | --- |
| Nikos Konstantopoulos |      | 15 de enero de 2024      | 12 de septiembre de 2004 | |
| Alekos Alavanos       |      | 12 de diciembre de 2004  | 7 de septiembre de 2009  | Diputado del Consejo de los Helenos (2004-2009) Diputado del Parlamento Europeo (1989-2004; 1981-1984)                                                    |
| Alexis Tsipras        |      | 7 de septiembre de 2009  | 29 de junio de 2023      | Primer ministro de Grecia (2015-2019; enero-agosto de 2015) Ministro de Relaciones Exteriores (2018-2019) Diputado del Consejo de los Helenos (2009-2023) |
| Estéfanos Kaselakis   |      | 24 de septiembre de 2023 | 8 de septiembre de 2024  | |
| Sokratis Famellos     |      | 24 de noviembre de 2024  | presente                 | |

## Resultados electorales
El momento decisivo para el nacimiento de SYRIZA vino con la elección legislativa de 2004. La mayoría de los participantes en el "Espacio", trataron de desarrollar una plataforma común que podría conducir a una alianza electoral. Esto llevó a la eventual formación de la Coalición de la Izquierda Radical, en enero de 2004.
La Coalición de la Izquierda Radical fue la gran sorpresa en las elecciones legislativas griegas de 2007, por el aumento de sus votos y la obtención de un inesperado 5,04% de sufragios, lo que le valió conseguir 14 asientos del parlamento heleno. En 2010 se formó, a partir del ala moderada del SYRIZA (principalmente del Synaspismós), el partido DIMAR.
En las elecciones generales de Grecia de mayo de 2012, SYRIZA consiguió un fuerte crecimiento con el 16,8% de los votos y 52 escaños, lo que le sirvió para superar los resultados del PASOK y quedar como la segunda fuerza más votada, solo por detrás de Nueva Democracia (18,8% de los votos, 108 escaños). Ese mismo mes se constituyó oficialmente como partido, y la mayoría de las formaciones que formaban parte de la hasta ese momento coalición se fusionaron al poco tiempo con el nuevo partido.

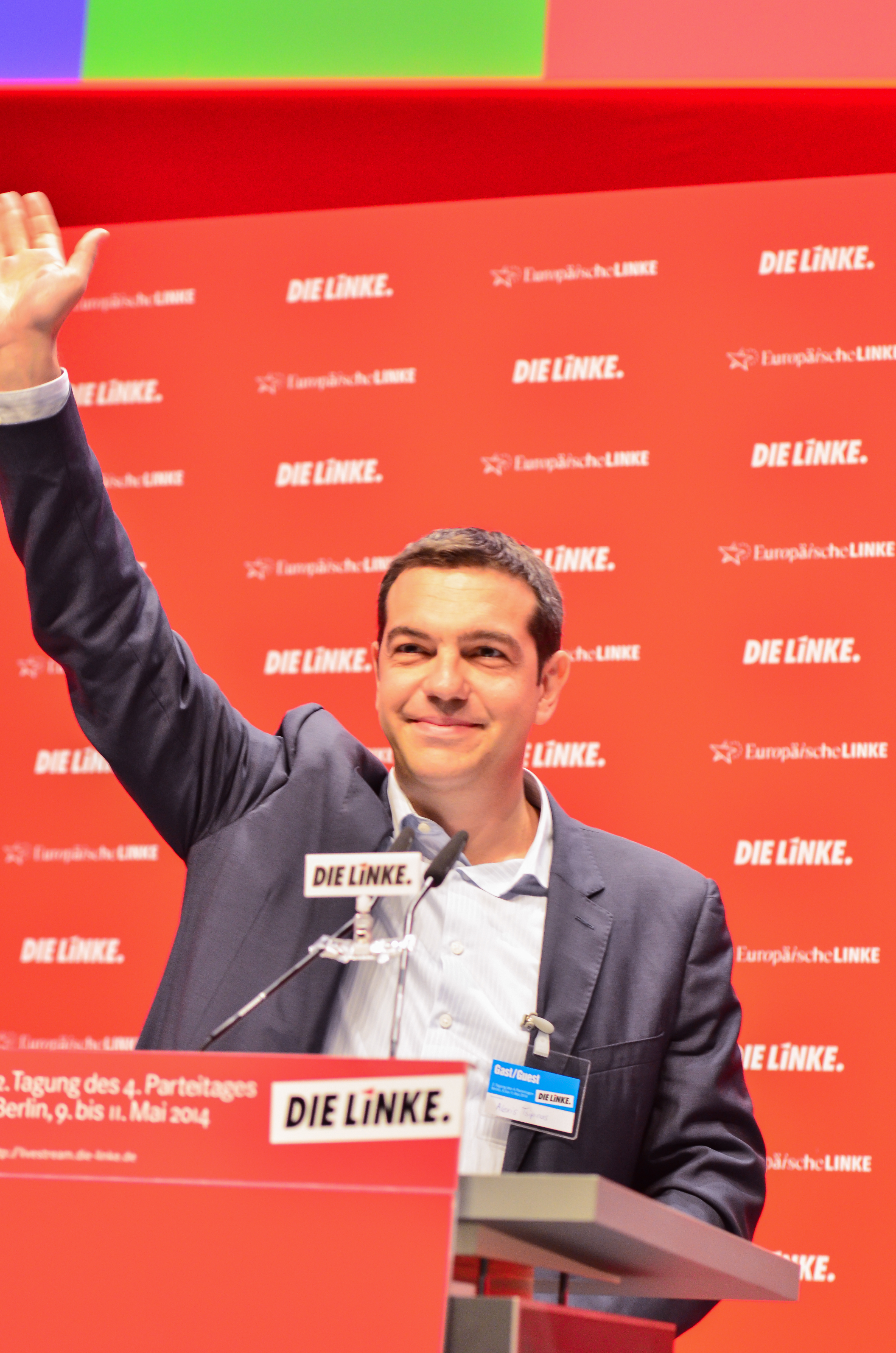
El líder de SYRIZA, Alexis Tsipras en Berlín en 2014, en un acto del partido izquierdista alemán Die Linke

Ante la imposibilidad de formarse un gobierno, se repitieron las elecciones en junio de 2012. En esta ocasión, SYRIZA se registró como partido y no como coalición con el fin de aspirar a conseguir los 50 escaños de «premio» a la lista más votada según la ley electoral griega. Sin embargo, aunque el voto a SYRIZA aumentó en diez puntos hasta el 26,9%, Nueva Democracia consiguió un 29,7% de los votos y acabó formando gobierno en coalición con el PASOK e Izquierda Democrática; durante la campaña previa a estas elecciones, la prima de riesgo de la deuda pública griega creció sin cesar al tiempo que organismos internacionales como el FMI, la Comisión Europea y otros organismos privados señalaron la incertidumbre y desconfianza en el país, lo que fue visto por algunos medios y partidos como una «campaña del miedo» para evitar una victoria de SYRIZA, contraria a las medidas impuestas a Grecia por estos. En mayo de 2014, se celebraron las Elecciones al Parlamento Europeo, en las que SYRIZA se convirtió en el partido más votado de Grecia, con una ventaja de más de tres puntos sobre la derechista Nueva Democracia. De esta forma, el Partido de la Izquierda Europea fue quien más escaños consiguió en el país –sumando los votos de SYRIZA y el KKE–.
El 4 de enero de 2015, el semanario alemán Der Spiegel afirmó que el gobierno de Berlín daba por hecho que Grecia abandonaría el euro si SYRIZA ganaba las elecciones parlamentarias del 25 de enero. Información más tarde desmentida por la Comisión Europea. Tras las elecciones parlamentarias adelantadas en enero de 2015, obtuvo 149 escaños, a dos de la mayoría absoluta, y Syriza se convirtió en la principal fuerza política del país heleno dejando al anterior partido en el poder, Nueva Democracia, como segunda fuerza política y a gran distancia. Alexis Tsipras fue nombrado primer ministro tras este gran resultado electoral, calificado como una victoria histórica, pues fue la primera vez que un partido más a la izquierda de la socialdemocracia ganaba unas elecciones en el país. Si bien el partido obtuvo originalmente 149 escaños, este número se redujo a 124 tras la escisión de 25 diputados, que fundaron una nueva formación llamada Unidad Popular (LAE). El 20 de agosto de 2015 Tsipras renunció al cargo de primer ministro, y siete días después le reemplazó Vasilikí Thanou. A raíz de estos acontecimientos, el partido también perdió a dos de sus eurodiputados; uno se unió a la LAE y el otro permaneció como independiente.  Los resultados de las elecciones parlamentarias de septiembre de 2015 significaron una nueva victoria para SYRIZA, lo cual permitió a Tsipras asumir nuevamente el cargo de primer ministro, formando gobierno nuevamente con el ANEL.
El 13 de enero de 2019, el ministro de Defensa Panos Kamenos y su partido Griegos Independientes abandonaron la coalición gobernante de Grecia debido al acuerdo alcanzado sobre la disputa sobre el nombre de Macedonia, dejando a Tsipras sin una mayoría viable en el parlamento. En consecuencia, Tsipras convocó una moción de confianza en el parlamento. Dicha moción acabó siendo superada con una ajustada mayoría.
Luego de la derrota de SYRIZA en las elecciones al Parlamento Europeo de 2019, el primer ministro Tsipras anunció la convocatoria de elecciones anticipadas, las cuales fueron ganadas por el partido conservador Nueva Democracia bajo el liderazgo de Kyriakos Mitsotakis. Como consecuencia, Tsipras se convirtió en líder de la oposición.

### Consejo de los Helenos
| Comicios     | # de votos | % de votos | Escaños | +/– | Posición | Resultado      |
| ------------ | ---------- | ---------- | ------- | --- | -------- | -------------- |
| 2004         | 241.539    | 3.30 %     | 6/300   | -   | 4.º      | Oposición      |
| 2007         | 361.211    | 5.04 %     | 14/300  | 8   | 4.º      | Oposición      |
| 2009         | 315.627    | 4.60 %     | 13/300  | 1   | 5.º      | Oposición      |
| 2012 (mayo)  | 1.061.265  | 16,78 %    | 52/300  | 39  | 2.º      | Oposición      |
| 2012 (junio) | 1.655.053  | 26,89 %    | 71/300  | 19  | 2.º      | Oposición      |
| 2015 (enero) | 2.246.064  | 36,3 %     | 149/300 | 78  | 1.º      | En el gobierno |
| 2015 (sept.) | 1.925.904  | 35,5 %     | 145/300 | 4   | 1.º      | En el gobierno |
| 2019         | 1.781.174  | 31,5 %     | 86/300  | 59  | 2.º      | Oposición      |
| 2023 (mayo)  | 1.182.092  | 20,07 %    | 71/300  | 15  | 2.º      | Oposición      |
| 2023 (junio) | 930.013    | 17,83 %    | 47/300  | 24  | 2.º      | Oposición      |

### Parlamento Europeo
| Elecciones | # de votos | % de votos | Escaños | +/-         | Posición |
| ---------- | ---------- | ---------- | ------- | ----------- | -------- |
| 2009       | 240.898    | 4,70 %     | 1/22    | -           | 5.º      |
| 2014       | 1.516.699  | 26,58 %    | 6/21    | 5           | 1.º      |
| 2019       | 1.343.816  | 23,76 %    | 6/21    | Sin cambios | 2.º      |
| 2024       | 593.133    | 14,92 %    | 4/21    | 2           | 2.º      |

## Partidos políticos participantes

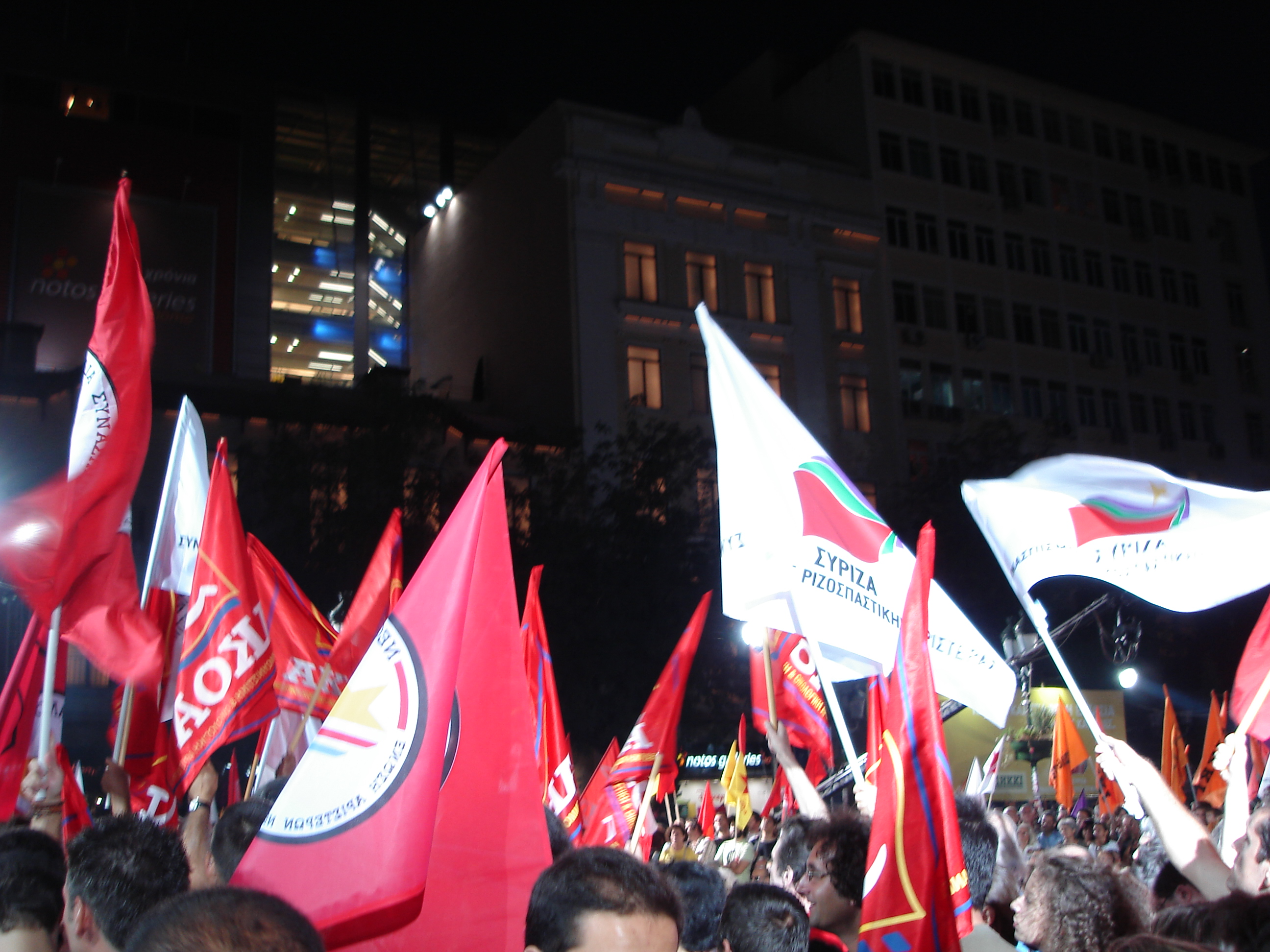
Partidarios de SYRIZA en un mitin de 2007.

Mientras tuvo estatus de coalición, SYRIZA incluyó los siguientes partidos y movimientos: (por orden alfabético griego):
- AKOA (Izquierda Innovadora Comunista Ecologista), organización eco-comunista procedente del antiguo Partido Comunista de Grecia (Interior).
- DIKKI (Movimiento Democrático Social), escisión por la izquierda del PASOK (Movimiento Socialista Panhelénico) en 1995.
- DEA (Izquierda de los Trabajadores Internacionalista), de ideario trotskista.
- Ciudadanos Activos (Ενεργοί Πολίτες), partido izquierdista fundado por el veterano Manolis Glezos.
- KEDA (Movimiento por la unidad de acción de la Izquierda), escisión en 2000 del Partido Comunista de Grecia (KKE).
- Kokkino (Κόκκινο)
- Xekinima (Organización Socialista Internacionalista) (adherido a la CIT, organización internacional que agrupa a diversos partidos trotskistas).
- Ecosocialistas de Grecia (Οικοσοσιαλιστές Ελλάδας)
- Synaspismós (SYN), partido surgido de la fusión del antiguo Partido Comunista de Grecia interior (eurocomunista) y de un sector minoritario del KKE.

### Antiguos partidos políticos participantes
- KOE (Organización Comunista de Grecia), de ideario maoísta.

### Escisión en 2015
En agosto de 2015, horas después de la dimisión del primer ministro Alexis Tsipras para convocar elecciones legislativas, la corriente interna opositora Plataforma de Izquierda anunció su escisión para crear una nueva plataforma denominada Unidad Popular liderada por el que fuera Ministro de Energía del gobierno de Tsipras Panayiotis Lafazanis. A la nueva formación se sumaron 25 de los diputados que Syriza tenía en el parlamento heleno.